# Paragem de Várzea
A Paragem de Várzea, originalmente denominada de Varzea, foi uma uma gare ferroviária da Linha do Dão, que servia a localidade de Várzea, no concelho de Viseu, em Portugal.

## História
A Linha do Dão foi inaugurada em 24 de Novembro de 1890, e foi aberta à exploração no dia seguinte, pela Companhia Nacional de Caminhos de Ferro.
Nos horários de 1939, esta interface aparecia com o nome de Varzea.

Em 1 de Janeiro de 1947, a Companhia Nacional foi integrada na Companhia dos Caminhos de Ferro Portugueses. A Linha do Dão foi encerrada em 1990 e transformada na Ecopista do Dão em 2007-2011.[carece de fontes?]